# Марко Бонаміко
Марко Бонаміко (італ. Marco Bonamico; 18 січня 1957 — 4 серпня 2025) — італійський баскетболіст.
Срібний призер Олімпійських Ігор 1980 року, учасник 1984 року.
Чемпіон Європи 1983 року.